# Herman Renlund
Karl Herman Renlund, född 19 mars 1850 i Gamlakarleby, död 18 februari 1908 i Helsingfors, var en finländsk affärsman och donator.
Renlund anställdes 1864 i en järnhandel i Helsingfors. Han blev 1878 delägare i Parviainen & Co och övertog 1884 dess järnaffär. Företaget expanderade snabbt och ombildades 1905 till aktiebolag. Han var även delägare i flera bolag, bland annat Finska ångfartygs AB och Pargas kalkbergs AB.
Renlund tillhörde Helsingfors stadsfullmäktige och representerade 1884–1906 borgarståndet i lantdagen. Han var även känd som donator och grundade i filantropiskt syfte en fond uppkallad efter modern, Stiftelsen Brita Maria Renlunds minne. Han donerade även konst till Gamlakarleby (Karleby) stad, som har inrättat ett museum uppkallat efter honom. I nämnda stad finns även Herman Renlundsgatan.